# Транскорнеальная электростимуляция
Транскорнеальная электростимуляция - метод терапии болезней глаз, при котором на роговицу пациента помещается специальная контактная линза, содержащая электрод, а второй электрод размещается на коже вблизи глаза. Через электроды подаются небольшие электрические разряды для стимуляции зрительной системы. 
По состоянию на 2022 год транскорнеальная электростимуляция являлась экспериментальным подходом. Авторы обзора научной литературы, опубликованного в 2020 году и посвященного различным методам электростимуляции, сочли, что транскорнеальная электростимуляция "возможно, обладает эффективностью" (рекомендация уровня B) при пигментном ретините.